# Generalstände

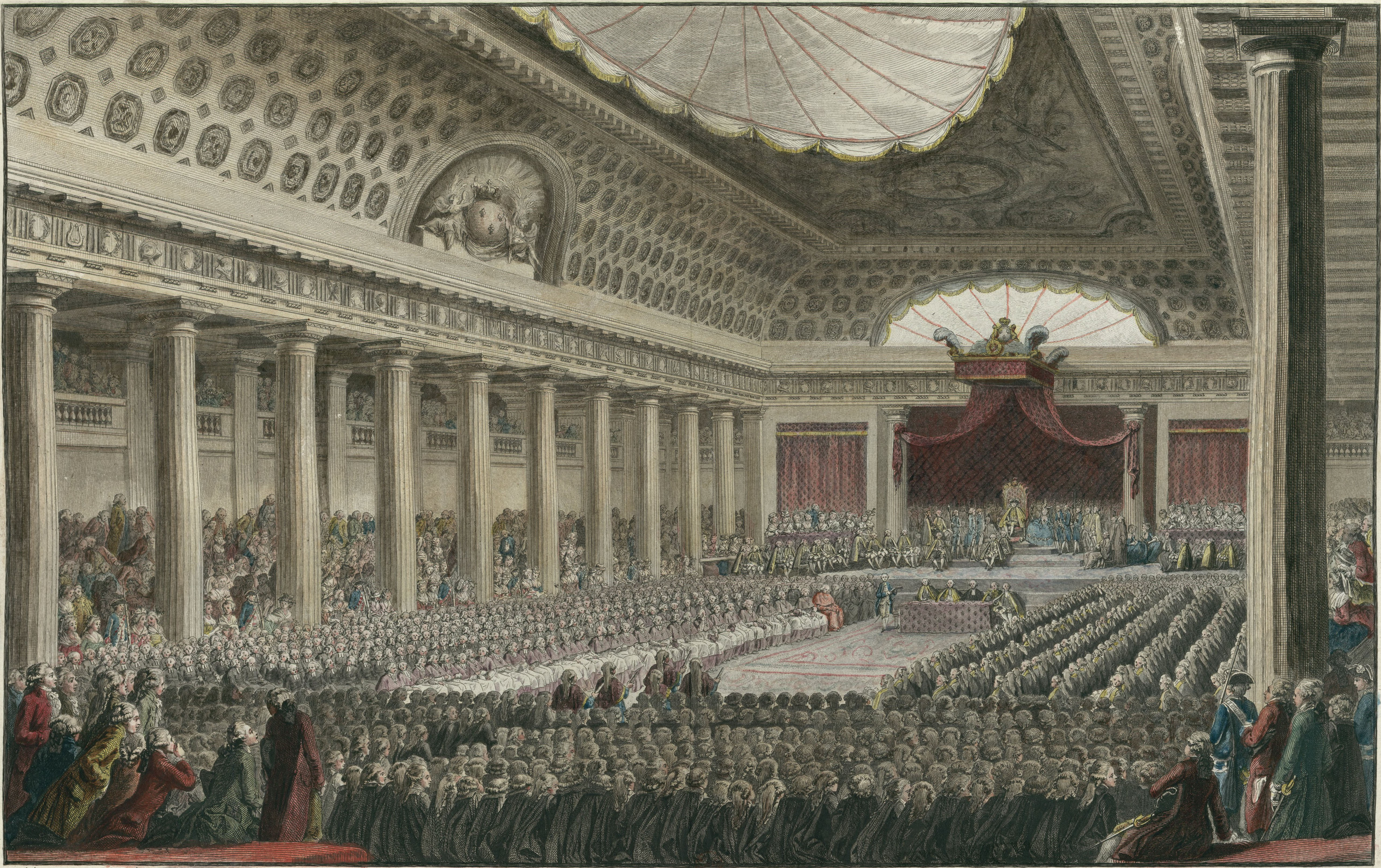
Eröffnung der Generalstände am 5. Mai 1789

Als Generalstände (französisch États généraux) bezeichnet man in Frankreich die erstmals 1302 von König Philipp IV. einberufene Versammlung von Vertretern der drei Stände (siehe auch: Pierre Flote). Diese bestanden aus Klerus, Adel sowie dem Dritten Stand (Tiers État). Jeder dieser Stände verfügte über ca. 300 Abgesandte.

## Beratende Funktion der Generalstände gegenüber dem Monarchen
Die Generalstände wurden vom König Frankreichs meist in Krisenzeiten einberufen, wenn es galt, neue Steuern durchzusetzen oder außenpolitisch riskante Verträge absegnen zu lassen. Die Ursprünge der Ständeversammlung liegen in der alten Pflicht und dem Recht des Adels, den König zu beraten. Immer wieder gab es Versuche der Versammlung, Einfluss auf die königliche Gesetzgebung zu gewinnen, die aber wenig erfolgreich waren.
Im 14. und 15. Jahrhundert hatten die Generalstände ihren größten Machteinfluss, unter Karl VII. (der von 1422 bis 1461 regierte) verloren sie aber an Bedeutung. 1614 wurden sie, angeblich anlässlich der Volljährigkeit Ludwigs XIII., zum vorletzten Mal einberufen. Dahinter steckte der Druck hochadliger Vertreter, die ihre politische und ökonomische Stellung gefährdet sahen und auf die königliche Politik zu ihren Gunsten Einfluss nehmen wollten. Das Selbstverständnis der Herrscher Frankreichs in der neuen Ära des Absolutismus ließ dann die Einberufung der Generalstände nicht mehr zu.
Erst zum 5. Mai 1789 wurden sie von Ludwig XVI. aufgrund der finanziellen Krise auf Druck des Adels (2. Stand) nochmals einberufen. Doch im Kampf um die Abstimmungsmodalitäten kam es zur Auseinandersetzung zwischen Adel, König und den Vertretern des Dritten Standes. So war ein Zwischenergebnis, die Anzahl der Vertreter des Dritten Standes auf 600 zu verdoppeln. Dieser machte den weitaus größten Teil (~ 98 %) der Bevölkerung aus. Nach den Traditionen war vorgesehen, dass sich die Stände getrennt versammeln und beraten und somit nach Ständen abstimmen, wodurch sich die Verdoppelung der Stimmen des Dritten Standes nicht ausgewirkt hätte. Es handelte sich also um eine Scheinstärke. Teile des Adels und des Klerus schlossen sich dem dritten Stand an. Am 17. Juni 1789 erklärte sich der Dritte Stand zusammen mit den Überläufern aus den ersten Ständen zur Nationalversammlung. Der König akzeptierte notgedrungen diese Neuerung und stimmte schließlich auch einer Abstimmung nach Köpfen zu. Somit beschleunigte diese Nationalversammlung die Französische Revolution, die mit einem Aufstand des Adels begonnen hatte, entscheidend.

## Zusammentreten
Die Stände wurden unregelmäßig zusammengerufen. Die Geschichtsschreibung in Frankreich fasst folgende Sitzungsperioden seit dem Mittelalter zusammen:
Bestätigung königlicher Rechte und Steuern
1302,
1308,
1313,
1317,
1789,
Die Krise im Hundertjährigen Krieg
1343,
1355,
1356,
1357,
1358,
1359,
1363,
1420 und
1439.
Als beratende Versammlung
1468 und
1484
Während der Epoche der Religionskriege
1560,
1561,
1576–1577,
1588–1589 und
1593,
1604
Das Ende dieser Institution, Übergang
1614 und
1789.
Die Kleiderordnung der Generalstände sah vor, dass die Vertreter des Adels in pompösen Gewändern mit Federhut und Degen, die Vertreter des Klerus in vornehmen violetten Roben und die bürgerlichen Abgeordneten des Dritten Standes in schlichtem Schwarz zu erscheinen hatten.

## Generalstände im 20. Jahrhundert
Im 20. Jahrhundert wurde der Ausdruck «États Généraux» in Frankreich auch im übertragenen Sinne gebraucht, um Versammlungen einer großen Zahl von Akteuren aus einem bestimmten Bereich zu bezeichnen. Diese Versammlungen sollten einer allgemeinen Bestandsaufnahme in einem Bereich dienen. So fanden 1979 die «États Généraux de la Philosophie» und im Jahr 2000 die internationalen «États Généraux de la Psychanalyse» statt. Aus den «États Généraux des Étudiants de l'Europe» 1985 entstand die europäische Studierendenorganisation AEGEE, «Association des États Généraux des Étudiants de l’Europe».